# Presidente de la Diputación Provincial de Santander

Escudo de la Diputación Provincial de Santander

El presidente de la Diputación Provincial de Santander era el jefe superior político la antigua provincia de Santander, equivalente en la actualidad a la comunidad autónoma uniprovincial de Cantabria.

## Listado de presidentes
El listado de presidentes de la Diputación Provincial de Santander desde finales del siglo XIX hasta finales del siglo XX con la entrada en vigor del Estatuto de Autonomía de Cantabria, es el siguiente:

### Durante la regencia de María Cristina
- José de la Cantolla (1835-1836).
- Manuel de Larrain (1836-1837).
- Félix Sánchez Fano (1837-1840).

### Durante la regencia de Espartero
- Dionisio de Echegaray (1841-1843).
- Francisco del Busto (1843-1844).

### Durante el reinado de Isabel II
- Julián de Nocedal (1865).
- Bartolomé de Benavides (1868).
- Gregorio Roiz (1868).

### Durante la Gloriosa
- Franco Javier Chacón (1868), Junta Revolucionaria provisional.
- Miguel Díaz de Ulzurrum (1868-1871).

### Durante el rinado de Amadeo I de Saboya
- José Gutiérrez de Ceballos (1871-1872).
- Julio de la Mora (1872-1873).

### Durante la Primera República española
- Julio de la Mora (1873-1874).
- Mateo Varona (1874).
- Ambrosio José Cagigas (1874).

### Durante el reinado de Alfonso XII
- Benito de Otero (1875-1876).
- Jerónimo Roiz de la Parra (1876-1877).
- Ambrosio José Cagigas (1877-1878).
- Arturo Pombo (1878-1880).
- Belisario de la Cárcova (1880).
- Arturo Pombo (1880).
- Evaristo del Campo (1881-1882).
- Fulgencio Soriano (1883).
- Francisco García Macho (1883-1884).

### Durante la regencia de María Cristina
- Arturo Pombo (1885-1886).
- Manuel García Obregón (1887-1890).
- Joaquín Muñoz (1891-1892).
- Francisco Sainz-Trápaga y Zorrilla de La Lastra (1893-1896).
- Manuel Arredondo (1897-1900).
- Tomás Agüero (1901).

### Durante el reinado de Alfonso XIII
- Higinio Alonso (1901-1903).
- Eusebio Ruiz (1903-1905).
- Rosendo Fernández (1905-1907).
- Críspulo Ordóñez (1907-1909).
- Ramiro Pérez Eizaguirre (1909-1913).
- Juan Antonio García Morante (1913-1917).
- Eusebio Ruiz (1917-1921).
- Herminio Lastra (1921-1923).

### Durante la dictadura de Primo de Rivera (comisiones gestoras)
- José Antonio Quijano (1923-1924).
- Aurelio Ballesteros (1924-1925).
- Alberto López Argüello (1925-1927).
- Francisco Escagadillo (1927-1930).
- Juan Antonio García Morante (1930-1931).

### Durante la Segunda República española (comisiones gestoras)
- Ramón Ruiz Rebollo (1931-1934), IR.
- Isidro Mateo (1934), PRR.
- Gabino Teira (1934-1936), PRR.
- Jesús de Cospedal (1936).

### Durante la guerra civil española (comisiones gestoras y Consejo Interprovincial)
- Juan Ruiz Olazarán (1936-1937), PSOE. Presidente del Consejo Interprovincial de Santander, Palencia y Burgos entre febrero y agosto de 1937.[2]
- Laureano Miranda (1937). Se disuelve la Comisión Gestora, la Diputación queda absorbida por el Comité Interpartidario.
- Eduardo González-Camino (1937-1939), MN.

### Durante la dictadura franquista (comisiones gestoras)
- Miguel Quijano (1939-1942), MN.
- Francisco de Nardi (1942-1944), MN.
- Alejandro Rodríguez de Valcárcel (1944-1946), MN.
- José Pérez Bustamante (1947-1962), MN. Ley R. Local 1945.
- Pedro Escalante (1962-1970), MN.
- Rafael González Echegaray (1971-1973), MN.
- Modesto Piñeiro (1973-1975), MN.

### Durante la transición democrática
- Modesto Piñeiro (1975-1977), MN/AP.
- Leandro Valle (1977-1979), UCD.
- Julio Cabrero (1979), independiente.

### Diputaciones democráticas
- José Antonio Rodríguez (1979-1982), UCD.

El 1 de febrero de 1982 se estableció la desaparición de la Diputación con la puesta en marcha de la comunidad autónoma de Cantabria. El cargo equivalente a partir de ese momento, el presidente de Cantabria, sería elegido democráticamente en las elecciones autonómicas.